# Perú en los Juegos Olímpicos de Pekín 2008
Perú participó en los Juegos Olímpicos de Pekín 2008 que se celebró en Pekín, en la República Popular de China del 8 de agosto hasta el 24 del mismo mes de 2008. El país estuvo representado por doce atletas, que compitieron en los campos de atletismo, bádminton, natación, taekwondo, tiro, lucha, judo y esgrima.

## Deportes

### Atletismo
| Atleta           | Evento                      | Heat      | Heat    | Cuartos de final | Cuartos de final | Semifinal | Semifinal | Final     | Ranking |
| Atleta           | Evento                      | Resultado | Ranking | Resultado        | Ranking          | Resultado | Ranking   | Resultado | Ranking |
| ---------------- | --------------------------- | --------- | ------- | ---------------- | ---------------- | --------- | --------- | --------- | ------- |
| Constantino León | Maratón                     |           |         |                  |                  |           |           | 2:28:04   | 61      |
| Louis Tristán    | Salto de longitud masculino | 7,62      | 32      | No avanzó        | No avanzó        | No avanzó | No avanzó | No avanzó | 32      |

### Bádminton
Mujeres
| Atleta         | Evento  | Round 64               | Round 32               | Round 16               | Cuartos de final       | Semifinal              | Final                  | Final |
| Atleta         | Evento  | Contrincante Resultado | Contrincante Resultado | Contrincante Resultado | Contrincante Resultado | Contrincante Resultado | Contrincante Resultado | Rank  |
| -------------- | ------- | ---------------------- | ---------------------- | ---------------------- | ---------------------- | ---------------------- | ---------------------- | ----- |
| Claudia Rivero | Singles |                        | (5) Pi Hongyan (FRA)   |                        |                        |                        |                        |       |

### Esgrima
Mujeres
| María Luisa Doig | Florete individual | Katja Wachter (GER) 4-15 | Eliminada |

### Judo
Hombres
| Atleta         | Evento | Preliminar             | Round 32                         | Round 16                          | Cuartos de final       | Semifinal              | Final                  |
| Atleta         | Evento | Contrincante Resultado | Contrincante Resultado           | Contrincante Resultado            | Contrincante Resultado | Contrincante Resultado | Contrincante Resultado |
| -------------- | ------ | ---------------------- | -------------------------------- | --------------------------------- | ---------------------- | ---------------------- | ---------------------- |
| Carlos Zegarra | 100 kg |                        | Sandro Lopez (ARG) W 1001 v 1000 | Óscar Braison (CUB) L 0000 v 1000 | Eliminado              |                        |                        |

### Vela
Mujeres
| Atleta         | Evento | Carrera | Carrera | Carrera | Carrera | Carrera | Carrera | Carrera | Carrera | Carrera | Carrera | Carrera | Resultado | Posición |
| Atleta         | Evento | 1       | 2       | 3       | 4       | 5       | 6       | 7       | 8       | 9       | 10      | M       | Resultado | Posición |
| -------------- | ------ | ------- | ------- | ------- | ------- | ------- | ------- | ------- | ------- | ------- | ------- | ------- | --------- | -------- |
| Paloma Schmidt | Vela   | 9°      | 26°     | 27°     | 28°     | 14°     | 26°     | 22°     | 12°     | 28°     | CAN     |         | 163°      | 26°      |

### Tiro
Hombres
| Atleta          | Evento         | Calificación | Calificación | Final     | Final     | Posición |
| Atleta          | Evento         | Resultado    | Posición     | Resultado | Posición  | Posición |
| --------------- | -------------- | ------------ | ------------ | --------- | --------- | -------- |
| Marco Matellini | 10 m air rifle | 95           | 40°          | Eliminado | Eliminado | 40th     |

### Natación
| Atleta               | Evento                  | Calificación | Calificación | Semifinal | Semifinal | Final     | Rank |
| Atleta               | Evento                  | Tiempo       | Rank         | Tiempo    | Rank      | Tiempo    | Rank |
| -------------------- | ----------------------- | ------------ | ------------ | --------- | --------- | --------- | ---- |
| Emmanuel Crescimbeni | 200 m marisposa varones | 2:02.13      | 3            | Eliminado | Eliminado | Eliminado | 43   |
| Valeria Silva        | 100 m braza femenino    | 1:11.64      |              | Eliminado | Eliminado | Eliminado | 38   |

### Taekwondo
Hombres
| Atleta      | Evento | Round 16               | Cuartos de final       | Semifinal              | Final                  | Para la Medalla de bronce |
| Atleta      | Evento | Contrincante Resultado | Contrincante Resultado | Contrincante Resultado | Contrincante Resultado | Contrincante Resultado    |
| ----------- | ------ | ---------------------- | ---------------------- | ---------------------- | ---------------------- | ------------------------- |
| Peter López | −68 kg | Hasan (AUS) W 1-3      | Nigeria Muhammad W 0-3 | Lopez (USA) L 2-1      | Eliminado              | Turquía Tazegul L 1-0     |

### Halterofilia
Mujer
| Atleta           | Evento | Fragmento | Fragmento | Tirón     | Tirón   | Total | Ranking |
| Atleta           | Evento | Resultado | Ranking   | Resultado | Ranking | Total | Ranking |
| ---------------- | ------ | --------- | --------- | --------- | ------- | ----- | ------- |
| Cristina Cornejo | 63 kg  | 97.0      | 11°       | 128.0     | 9°      | 225.0 | 10°     |

### Lucha
Grecorromana de hombres
| Atleta        | Evento  | Calificación        | 1/8 de final                                                       | Cuartos de final                 | Semifinal           | Repechaje Round 1   | Repechaje Round 2   | Final               |
| Atleta        | Evento  | Oposición Resultado | Oposición Resultado                                                | Oposición Resultado              | Oposición Resultado | Oposición Resultado | Oposición Resultado | Oposición Resultado |
| ------------- | ------- | ------------------- | ------------------------------------------------------------------ | -------------------------------- | ------------------- | ------------------- | ------------------- | ------------------- |
| Sixto Barrera | −120 kg |                     | Valdemaras Venckaitis (LTU) Won 1-2, 1-1, 1-1 Barrera was injured. | Chang Yongxiang (CHN) L 1-2, 0-7 | Eliminado           |                     |                     |                     |